# 레닌니아
레닌니아(학명:Leninia stellans)는 어룡목 안공룡과에 속하는 어룡이다. 지금은 멸종된 종으로서 전체적인 몸길이가 4~6m인 거대한 어룡에 속한다.

## 특징
레닌은 러시아 서부 백악기 후기(아티안 하부 단계)에서 멸종된 안구류 어룡이다. 레닌은 발렌틴 피셔, 막심 S에 의해 처음 명명되었다. 아르한겔스키, 글렙 N우스펜스키, 일리야 M2013년에는 스텐신과 파스칼 고데프로이트가 모식종으로는 레닌시아 스텔란스가 있다. 러시아 공산당 혁명의 지도자 중 한 명인 블라디미르 레닌의 이름을 따서 붙여진 것이다. 이 표본은 2012년에 크리시 마을 근처의 볼가 강둑에서 석회암 덩어리로 발견되었다. 그 근처에는 암모나이트, 라멜리브란치, 물고기 유골을 포함한 같은 시기의 다른 화석들이 몇 개 있다. 두개골의 일부만 발견되었다. 두개골은 불완전하고 이빨도 없다. 그것은 부분적으로 가로로 찌그러져 있고 나리스보다 더 앞쪽에 있는 것은 없고 꽤 깨끗한 균열로 보인다. 이것이 조산 작용과 암석 작용 때문인지 아니면 어룡의 죽음 때문인지는 아직 자세하게 알려지지 않았다. 표본의 길이는 약 45cm(18인치; 1.48피트)이며 이는 두개골의 전체 길이가 65-90cm(26-35인치; 2.13-2.95피트) 사이였음을 시사한다. 특이하게도 상악골의 후방 과정은 궤도만큼 뒤로 그리고 그것의 중간 정도까지 연장되며 심지어 지점에서 궤도로 돌출될 수도 있다. 상악 치과 홈은 매우 얕으며 깊이는 16mm(0.63인치)에 불과하다. 누비-비강 접촉은 길어서 전전두부가 아닌 누비가 나리의 뒤쪽 가장자리를 형성한다. 턱의 앞쪽 과정과 축은 비정상적으로 좁지만 뒤쪽 판은 잘 발달되어 있고 안와 중앙까지 뻗어 있다. 후안와부는 궤도에 비해 작고 큰 등쪽 안와 가장자리가 뼈의 꼭대기에서 뻗어나간다. 사각형은 다른 안구공룡보다 튼튼해 보이지만 안와 후와 연결되는 얇은 앞면을 가지고 있다. 인대가 쿼드레이트 프로세스에 연결되는 오목한 부분이 있다. 스쿼모살은 존재하지만 불완전하다. 그러나 다른 뼈와 관절이 연결되어 있는 자국을 보면 모양을 알 수 있다. 나리스 위에는 코뼈가 눈에 띄는 측면의 '날개'를 형성한다. 전전두-비강 측면 근처에 구멍이 있다는 명확한 증거는 없다. 전전두엽은 다른 안룡류와는 달리 코 위로 자라난 두꺼운 앞돌기를 형성한다.누골과의 봉합은 일직선이다. 전면은 대략 삼각형이며 비강이 아닌 '내측' 구멍을 사이에 두고 있다. 그들은 별 모양의 두정골의 갈라진 과정과 함께 봉합되는 긴 뒷돌기를 가지고 있으며 그래서 스텔란스라는 별명이 붙었다. 후전두부는 코와 가까운 거리에 닿아 있으며 안모사우루스와 마찬가지로 Y자 모양의 앞돌기가 없다. 특이하게도 후전면은 회음골 상부에 접하지 않지만 여전히 회음골 상부에 접하는 긴 과정을 형성한다. 두정골은 또 다른 자기형질인 상완골의 전두엽 과정에 닿는다.이 전두엽 과정은 또한 후두엽의 회음부 경계선을 막는다.두정골은 서로 부딪혀 찌그러져 있지만, 볏의 흔적은 없다. 상완골은 대부분의 안구공룡류보다 더 광범위하지만 치골과 비늘뼈에 의해 안와후와 분리된다. 양쪽 익룡은 존재하지만 실제로 볼 수 없고 뒤틀려 있다. 기저부는 완벽하게 보존되어 있지 않지만 관절외의 면적이 축소되어 오목하게 되어 있다. 후두부는 구근이지만 구강 마그넘의 바닥이 잘 보존되어 있지 않아 진단의 특징이 될 수 없다. 등골의 후두부는 크게 확장되어 있고 설골돌기는 크지만 사분율 헤드는 없다. 사분지수는 대략 귀 모양이고 후두엽이 있다. 아래턱의 뒷부분만 보존되어 있으며 치아와 같은 뚜렷한 특징이 없다. 상완골은 존재하지만 극도로 감소하며 각도는 측면으로 잘 드러난다.단 이러한 기능은 진단 또는 자동 형상이 아니다. 두 개의 경화 고리는 보존되어 있지만, 왼쪽 고리는 훨씬 덜 일그러져 있다. 14개의 사다리꼴 판으로 구성되어 있으며 내부 모서리에 회전이 있다. 공막 개구부는 궤도 면적의 11.03%에 불과해 표본이 완전히 성장했음을 시사한다.(이 섹션의 모든 인용) 레닌은 가장 최근에 살아있는 안룡 중에 하나이며 가장 기초적인 것 중에 하나이기도 하다. 그럼에도 불구하고 그것은 여전히 매우 큰 경화 고리와 구멍을 가지고 있었고 이것은 안룡의 가장 기본적인 특징들 중 하나였고 그들이 존재했던 모든 기간 동안 생태학적 틈새에서 깊은 잠수를 하고 보존을 유지했다는 것을 암시한다. 레닌의 경화 고리의 절대 크기는 어류 공룡에서 가장 큰 것으로 알려져 있으며 오직 바프타노돈과 거대한 템노돈토사우루스만이 그것을 능가한다. 모든 안룡이 이런 구조를 가지고 있고 오리너구리보다 눈 구조가 더 비슷하기 때문에 오리너구리들이 했던 것과 같은 방식으로 다양화하지 않고 깊은 잠수부들과 비슷하게 지냈다는 것을 알 수 있다. 아마도 그들은 깊은 잠수부에 특화되어 있어서 다른 틈새에서 경쟁할 수 있을 것이다. 먹이로는 당대에 서식했던 물고기, 두족류, 갑각류를 주로 잡아먹고 살았을 육식성의 포식자로 추정되는 종이다.

## 생존시기와 서식지와 화석의 발견
레닌니아가 생존했었던 시기는 중생대의 백악기 후기로서 지금으로부터 1억년전~6500만년전에 생존했었던 종이다. 생존했었던 시기에는 동유럽과 러시아를 중심으로 하는 북극해에서 주로 서식했었던 어룡이다. 화석의 발견은 2013년에 러시아의 백악기에 형성된 지층에서 러시아의 고생물학자들에 의하여 처음으로 화석이 발견되어 새롭게 명명된 종이다.

## 같이 보기
- 파충류
- 중생대
- 백악기
- 어룡
- 화석